# Kościół Najświętszego Serca Pana Jezusa w Krakowie (ul. Kopernika)

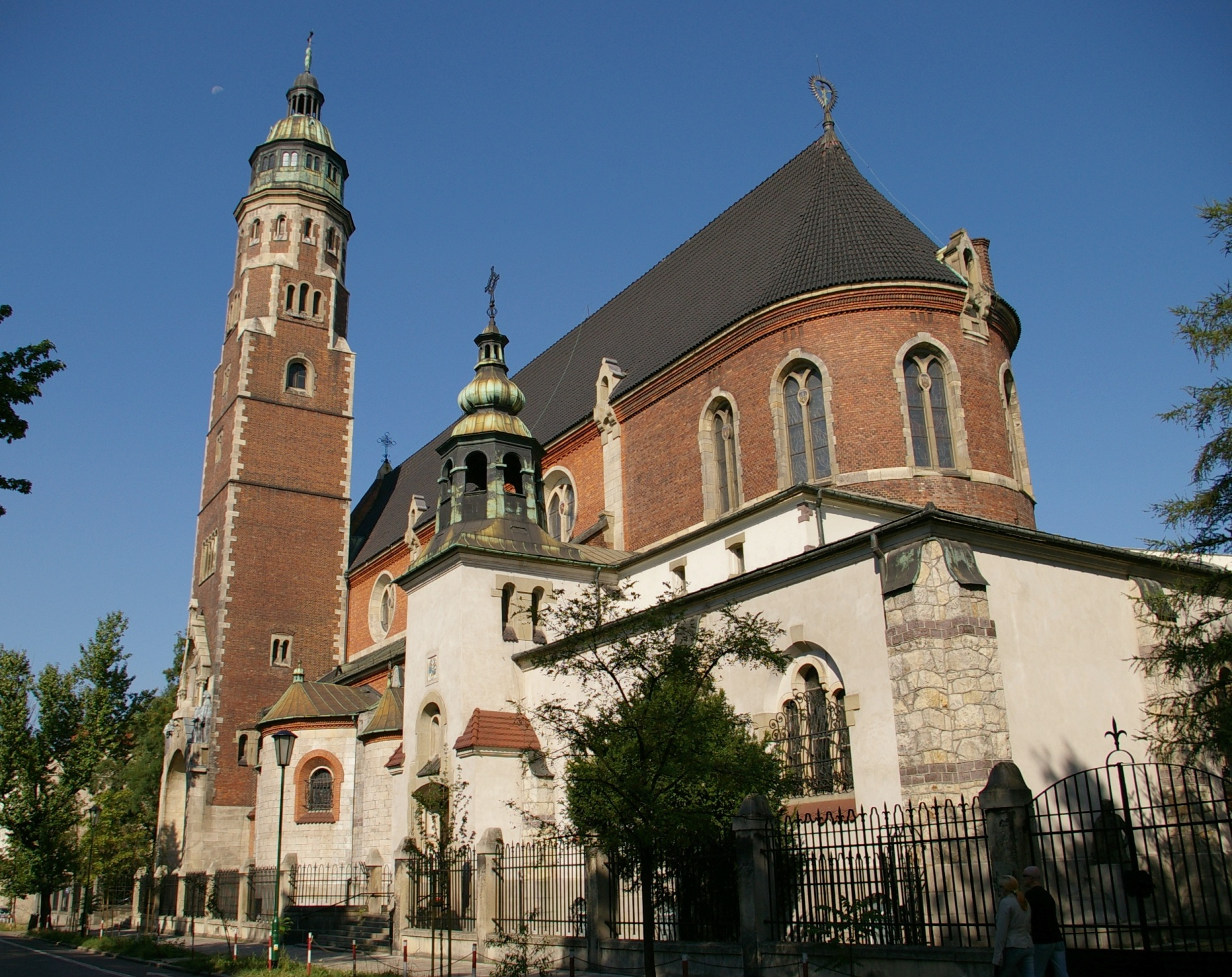
Bryła kościoła

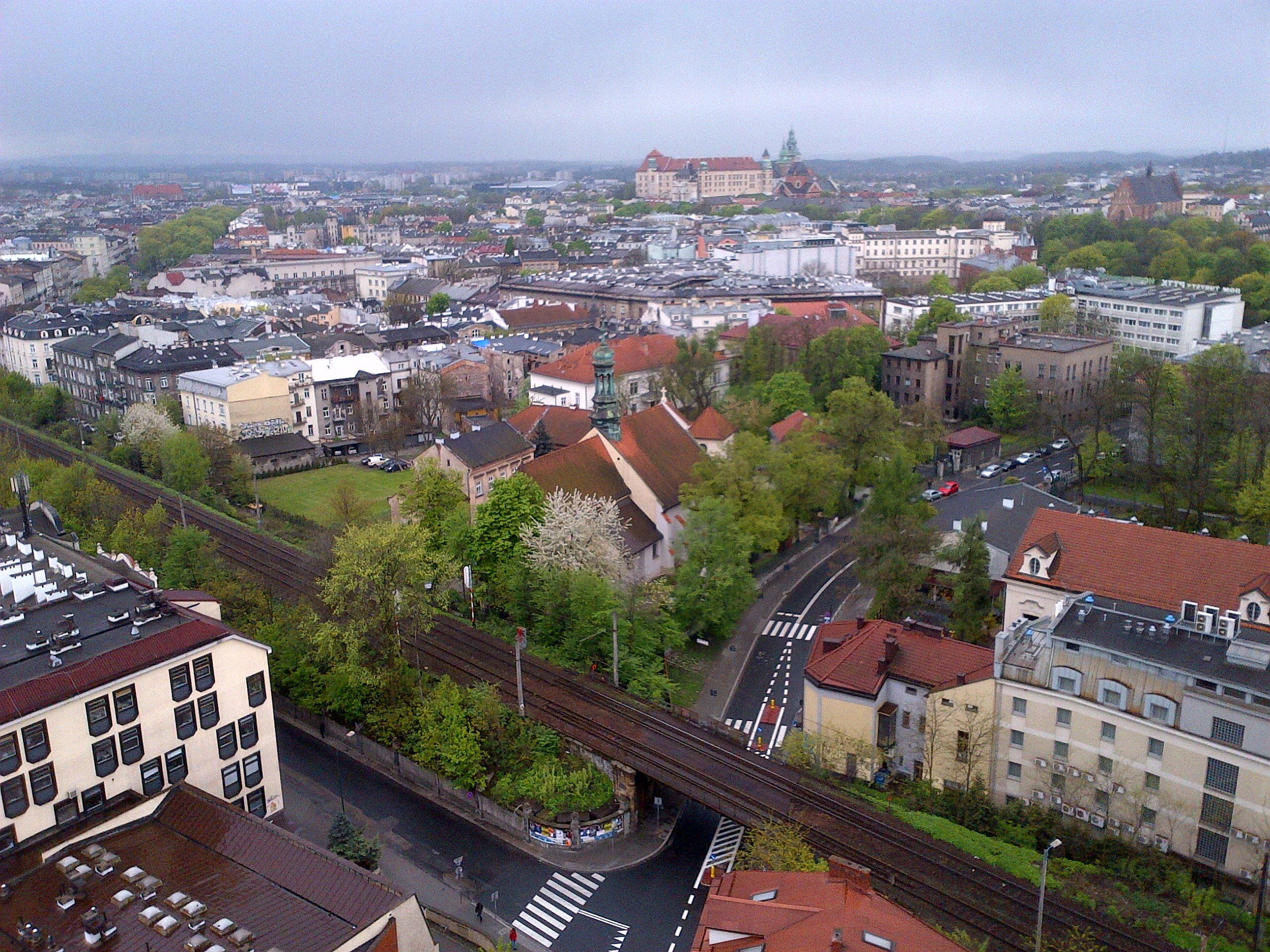
Widok z wieży na południowy zachód: w dole widoczna ulica Kopernika i Blich (prostopadła), tory kolejowe prowadzące na Dworzec Główny i na Zabłocie, za torowiskiem kościół św. Mikołaja. W oddali (od lewej): Wzgórze Wawelskie, tuż obok kościół św. Piotra i Pawła, a dalej po prawej kościół oo. Dominikanów

Bazylika Najświętszego Serca Pana Jezusa – zabytkowy rzymskokatolicki kościół konwentualny jezuitów, znajdujący się w Krakowie, w dzielnicy II Grzegórzki, przy ul. M. Kopernika 26, na Wesołej.
Modernistyczna budowla reprezentuje architekturę młodopolską i jest jednym z najwybitniejszych dzieł polskiej sztuki sakralnej z pierwszej ćwierci XX stulecia.

## Historia
W tym miejscu jezuici osiedlili się w 1868 roku, a dwa lata później postawiono pierwszą kaplicę, która szybko okazała się niewystarczająca. W 1903 zapadła decyzja o budowie nowej, okazałej świątyni. Do realizacji przyjęto projekt architekta Franciszka Mączyńskiego.
Pierwotnie znajdowała się tu obszerna nieruchomość należąca do Piotra Józefa Szyryna, w skład której wchodził ogród owocowo–jarzynowy, tzw. „pałacyk angielski” oraz kompleks mniejszych zabudowań parterowych. Jezuici nabyli tę posiadłość za 16 tys. złr. Prowizoryczną kaplicę na lat 30 postanowiono umieścić w budynku stojącym przy dzisiejszej ul. Kopernika. W czerwcu 1869 r. przystąpiono do rozbiórki tego domu, pozostawiając jedynie fundamenty i ściany nośne. Do pozostawionych murów dobudowano zakrystię z górną kaplicą (św. Alojzego) i babiniec oraz położono nowy dach. W 1870 ułożono posadzkę z płyt wykonanych z belgijskiego marmuru i wzniesiono łukowe arkady, oddzielające dwie boczne nawy od nawy głównej. Następnie wyprofilowano beczkowe sklepienie oraz założono półokrągłe kolorowe okna w żelaznych okuciach. Ukończona budowla miała 21 m długości, 11 m szerokości i 9 m wysokości. We wnętrzu kaplicy umieszczono ołtarz główny z przywiezionym z Białorusi obrazem Serca Jezusowego oraz dwa ołtarze boczne poświęcone Matce Bożej i św. Józefowi (autorem obrazów był Antoni Reichenberg). W roku 1889 ufundowano nowy, duży, bogato rzeźbiony ołtarz główny, a obrazy w ołtarzach bocznych zastąpiono rzeźbami dłuta Mayera z Monachium. Później do kaplicy dobudowano jeszcze obszerną salę, w której pomieszczono dodatkową kaplicę, a następnie zakrystię dla kleryków. Poświęcenie kaplicy Najświętszego Serca Jezusowego nastąpiło 28 sierpnia 1870 r. Świątynia służyła wiernym przez 42 lata. Ostatnie nabożeństwo w kaplicy odbyło się 20 maja 1912 r., po czym przeniesiono Najświętszy Sakrament w mury nowego, wzniesionego obok kościoła. Kaplicę zaczęto rozbierać 21 maja.
1 listopada 1909 roku biskup sufragan krakowski Anatol Nowak poświęcił kamień węgielny nowego kościoła. Budowa trwała do 1912, jednak wyposażenie i zdobienie kościoła ze względu na działania wojenne mocno się przedłużyły. Ostatecznie oficjalna konsekracja odbyła się 29 maja 1921 roku; biskup Anatol Nowak dokonał jej w towarzystwie 24 innych biskupów, którzy przebywali wówczas w Krakowie na Konferencji Episkopatu Polski.
W 1960 roku papież Jan XXIII nadał kościołowi tytuł bazyliki mniejszej, a od 1966 roku jest on wpisany w rejestr zabytków. W 1960 roku urządzono w kościele kaplicę adoracji Najświętszego Sakramentu, którą 29 października tegoż roku poświęcił biskup Karol Wojtyła.

## Architektura
Architekt kościoła odwołał się nie tylko do modernizmu, lecz także do wzorców tradycji romańskiej, gotyckiej i barokowej. Wieża kościelna ma 68 metrów wysokości i jest jedną z najwyższych w Krakowie. Ściany kościoła wykonano z czerwonej cegły, obramowania okien i detale z szarego kamienia. Pośrodku w zwieńczeniu każdego okna umieszczono mozaiki – herby miast, które przyczyniły się do budowy kościoła.
Nad portalem wejściowym, pod wieżą znajduje się mozaika Przebicie boku Chrystusa, wykonana według projektu Jana Bukowskiego, a nieco wyżej, rzeźby projektowane przez Xawerego Dunikowskiego. Postać Chrystusa w kamieniu odkuł Karol Hukan, boczne postacie odlano z ołowiu w 1913 roku. Symbolizują one ludzkość cierpiącą i szukającą pocieszenia u Bożego Serca.
Na zewnątrz zakrystii, na tle wschodniej ściany kościoła, znajduje się pomnik twórcy świątyni Franciszka Mączyńskiego z 1912 roku, autorstwa Xawerego Dunikowskiego. Posąg odlany z brązu ofiarowała jezuitom wdowa po architekcie w 1953 roku.

## Wnętrze i wyposażenie
Wnętrze bazyliki podzielono na trzy nawy. Sklepienia, jako pierwsze w Krakowie, wykonano z żelbetu. Posadzka naśladuje wzory z kościołów starochrześcijańskich. W latach 1914–1918 wykonano polichromię sklepień według projektu Jana Bukowskiego. Mozaiki do nawy głównej w 1922 roku zaprojektował Leonard Strojnowski, ławki zaprojektował Franciszek Mączyński, a dekorację konfesjonałów Jan Bukowski. Stacje drogi krzyżowej zakupił we Francji w 1937 roku zakon jezuitów, z przeznaczeniem do kościołów w Kołomyi, jednak w 1946 roku przywieziono je do Krakowa i zamontowano w 1959 roku.
Ołtarz główny, zbudowany w latach 1915–1920, jest dziełem Franciszka Mączyńskiego. Fryz mozaikowy w prezbiterium zaprojektował w 1913 roku Piotr Stachiewicz, a wykonała firma Angelo Gianese w Wenecji. W kościele umieszczony został w 1921 roku. Mozaika ma 30 metrów długości, przedstawia hołd złożony Chrystusowi przez świętych i błogosławionych polskich, prowadzonych przez św. Stanisława oraz naród polski, wiedziony do Jezusa przez królową Jadwigę Andegawenkę i jej męża, króla Władysława Jagiełłę.
W sześciu bocznych ołtarzach umieszczono wykonane w stiuku w latach 1920–1930 rzeźby autorstwa Karola Hukana. Uwagę zwraca zwłaszcza Ołtarz Matki Boskiej Anielskiej, który, zdaniem historyków sztuki, jest jednym z najcenniejszych dzieł sztuki sakralnej w Polsce z okresu międzywojennego. Matka Boska przedstawiona jest jako królowa w koronie, adorowana przez grupę ośmiu aniołów.

## Organy
Organy zakupiono w 1928 roku w znanej firmie braci Riegerów z Karniowa (opus 2317). Następnie kilkukrotnie remontowane (ostatnio w 2007), obecnie posiadają 47 głosów i trakturę elektryczną. Utrzymane są w romantycznej stylistyce brzmieniowej, charakterystycznej dla budownictwa organowego przełomu XIX i XX wieku.
Dyspozycja instrumentu:
| Manuał I             | Manuał II               | Manuał III             | Pedał               |
| -------------------- | ----------------------- | ---------------------- | ------------------- |
| 1. Bourdon 16'       | 1. Flauto Principale 8' | 1. Geigen-principal 8' | 1. Kontrabass 16'   |
| 2. Principal 8'      | 2. Gedeckt 8'           | 2. Flûte harmonique 8' | 2. Subbass 16'      |
| 3. Doppel-gedeckt 8' | 3. Portunal-flöte 8'    | 3. Aeoline 8'          | 3. Violonbass 16'   |
| 4. Concert-flöte 8'  | 4. Salicional 8'        | 4. Vox coelestis 8'    | 4. Quintbas 10 2/3' |
| 5. Fugara 8'         | 5. Principal 4'         | 5. Gemshorn 4'         | 5. Octavbass 8'     |
| 6. Quintaton 8'      | 6. Rohrflöte 4'         | 6. Travers-flöte 4'    | 6. Bassflöte 8'     |
| 7. Octave 4'         | 7. Flageolett 2'        | 7. Quintflöte 2 2/3'   | 7. Cello 8'         |
| 8. Gedeckt-flöte 4'  | 8. Flautino 1'          | 8. Piccolo 2'          | 8. Octave 4'        |
| 9. Quinte 2 2/3'     | 9. Cornett 3-4 fach     | 9. Terzflöte 1 3/5'    | 9. Posaune 16'      |
| 10. Super-octave 2'  | 10. Mixtur 3 fach       | 10. Mixtur 3 fach      | 10. Trompete 8'     |
| 11. Mixtur 4 fach    | 11. Clarinette 8'       | 11. Oboe 8'            | Glocken*            |
| 12. Fagott 16'       | Glocken*                | 12. Vox humana 8'      |                     |
| 13. Trompete 8'      |                         | 13. Clairon 4'         |                     |

## Galeria

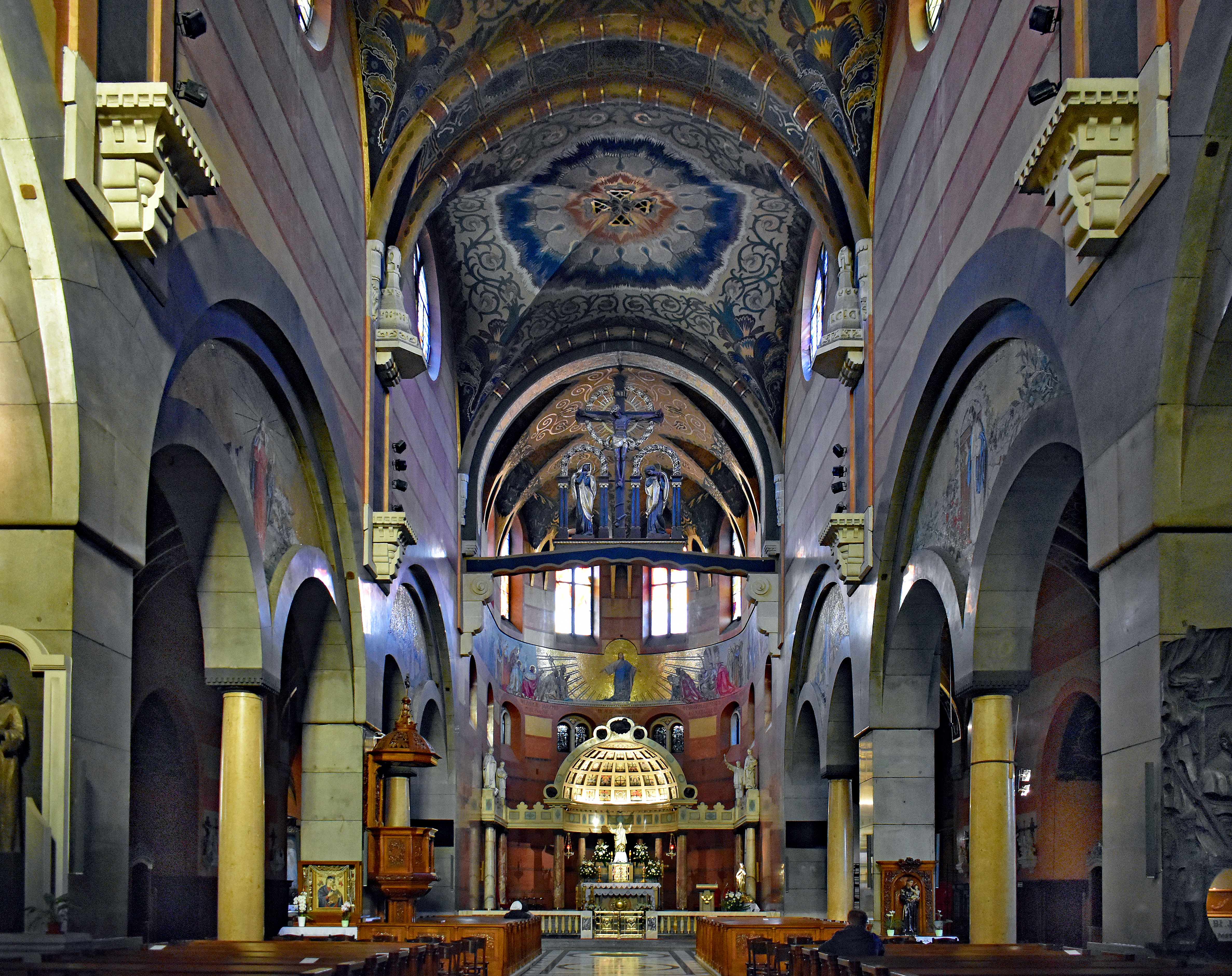
Wnętrze kościoła, nawa główna.
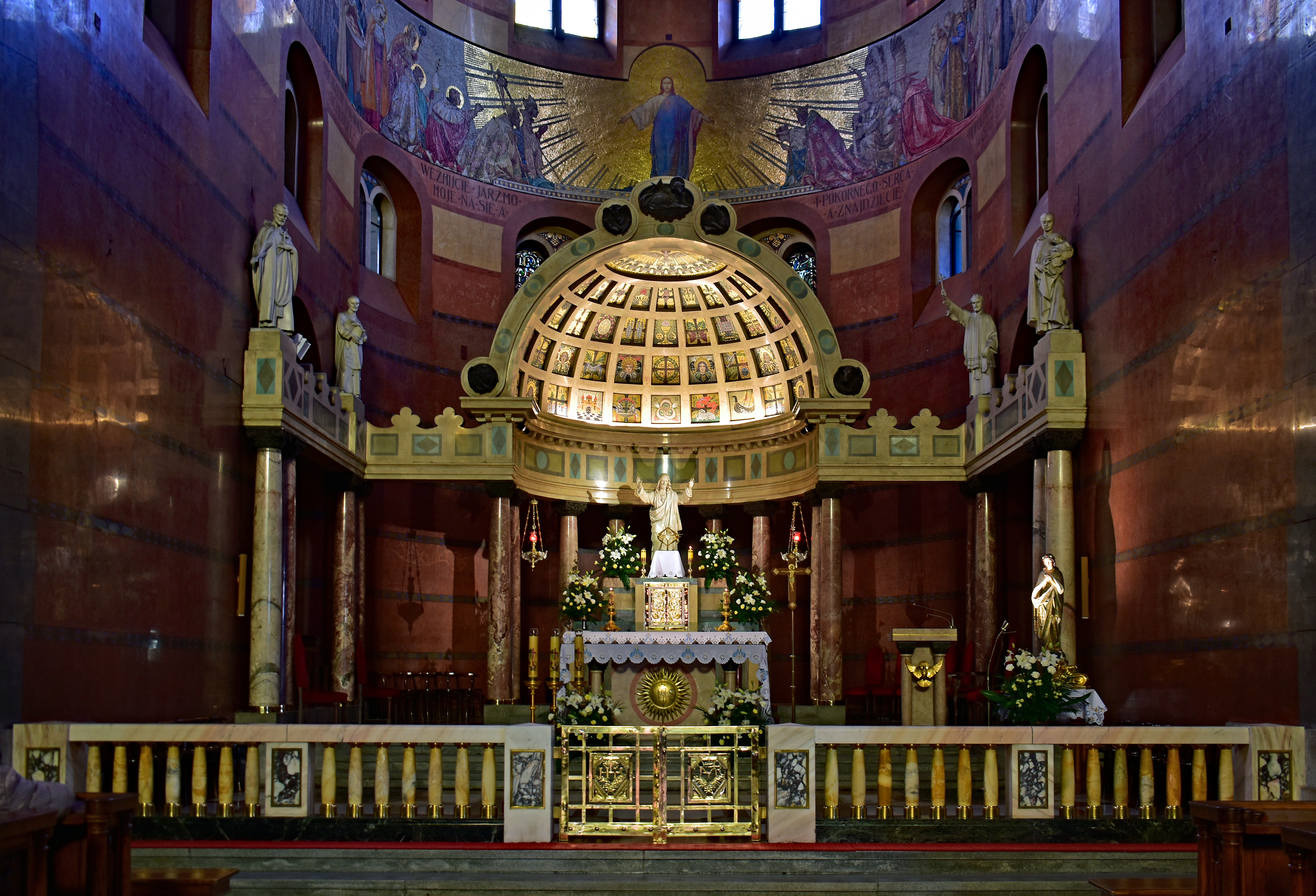
Ołtarz główny.
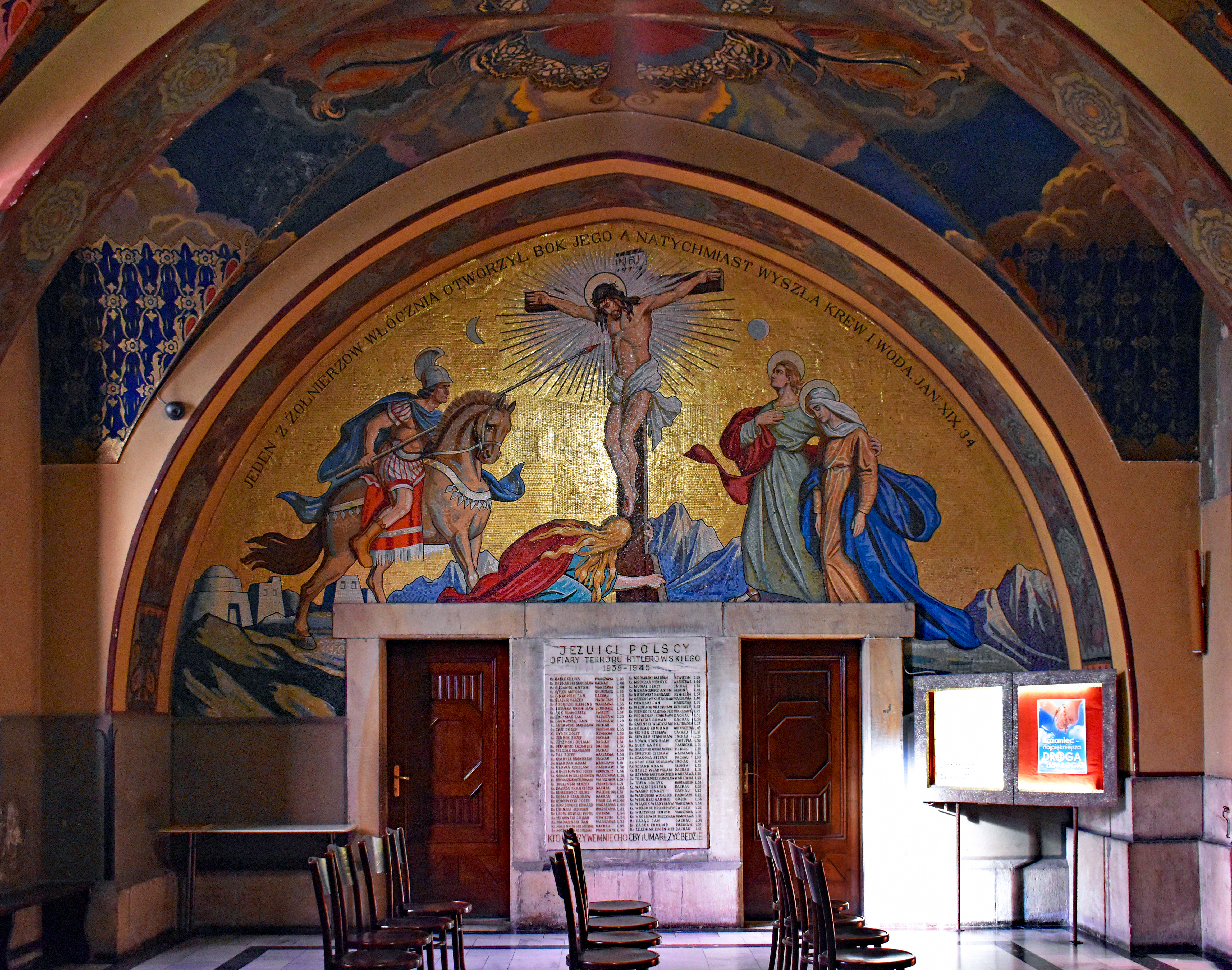
Kruchta, mozaika projektu Piotra Stachiewicza.
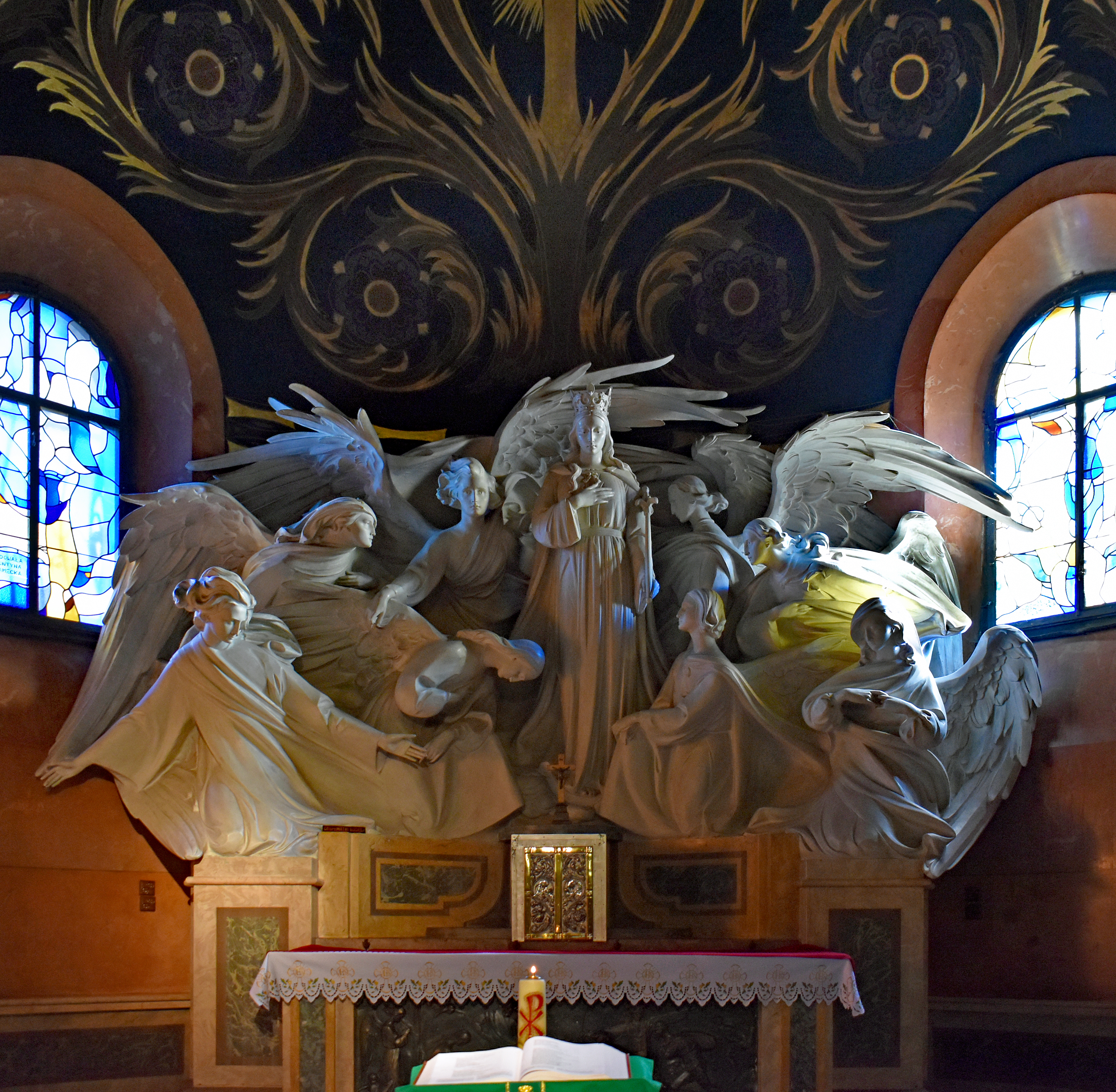
Boczny ołtarz Matki Boskiej Anielskiej, rzeźby Karola Hukana.
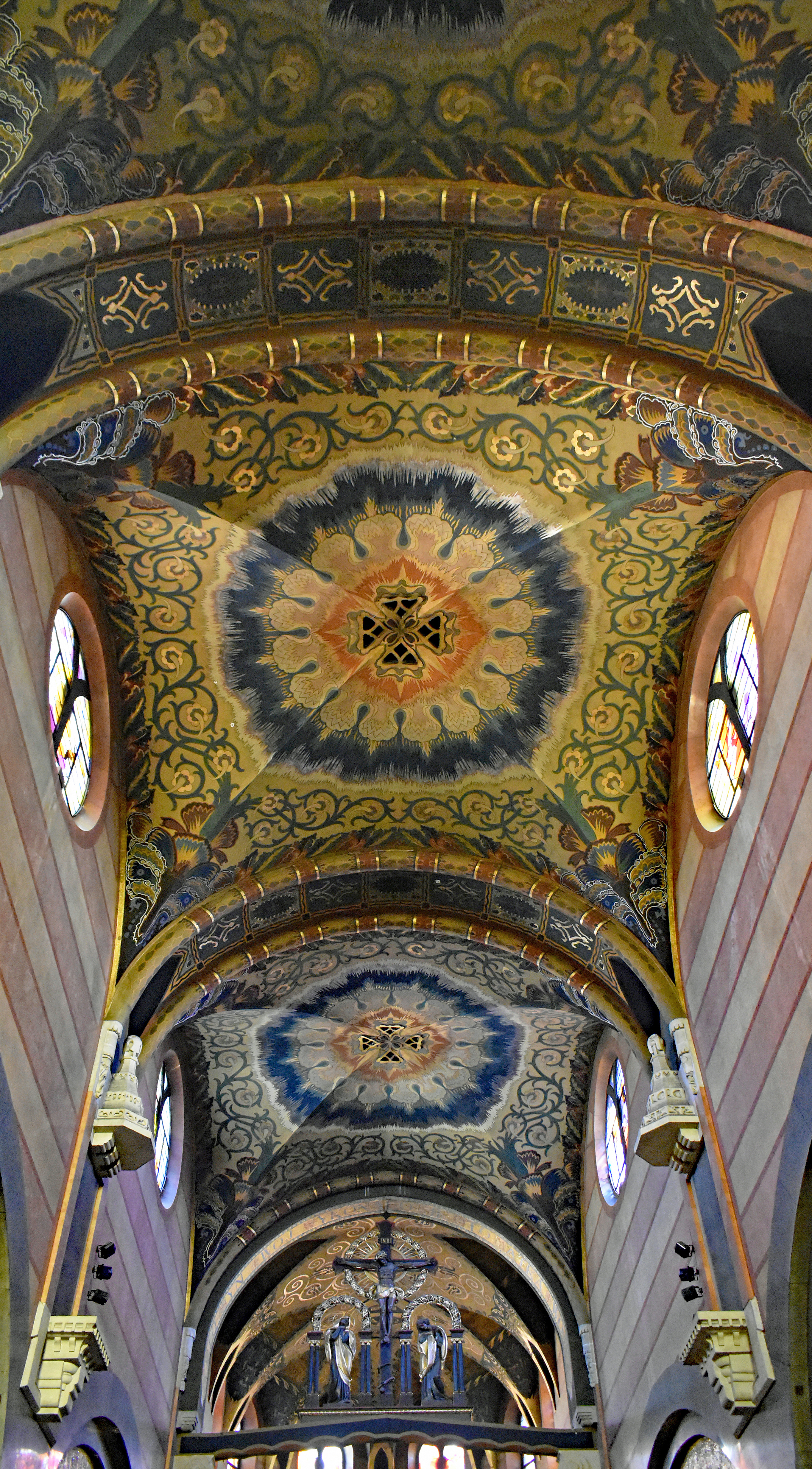
Polichromia na sklepieniu proj. Jan Bukowski, krucyfiks w tęczy rzeźbił Jan Raszka.
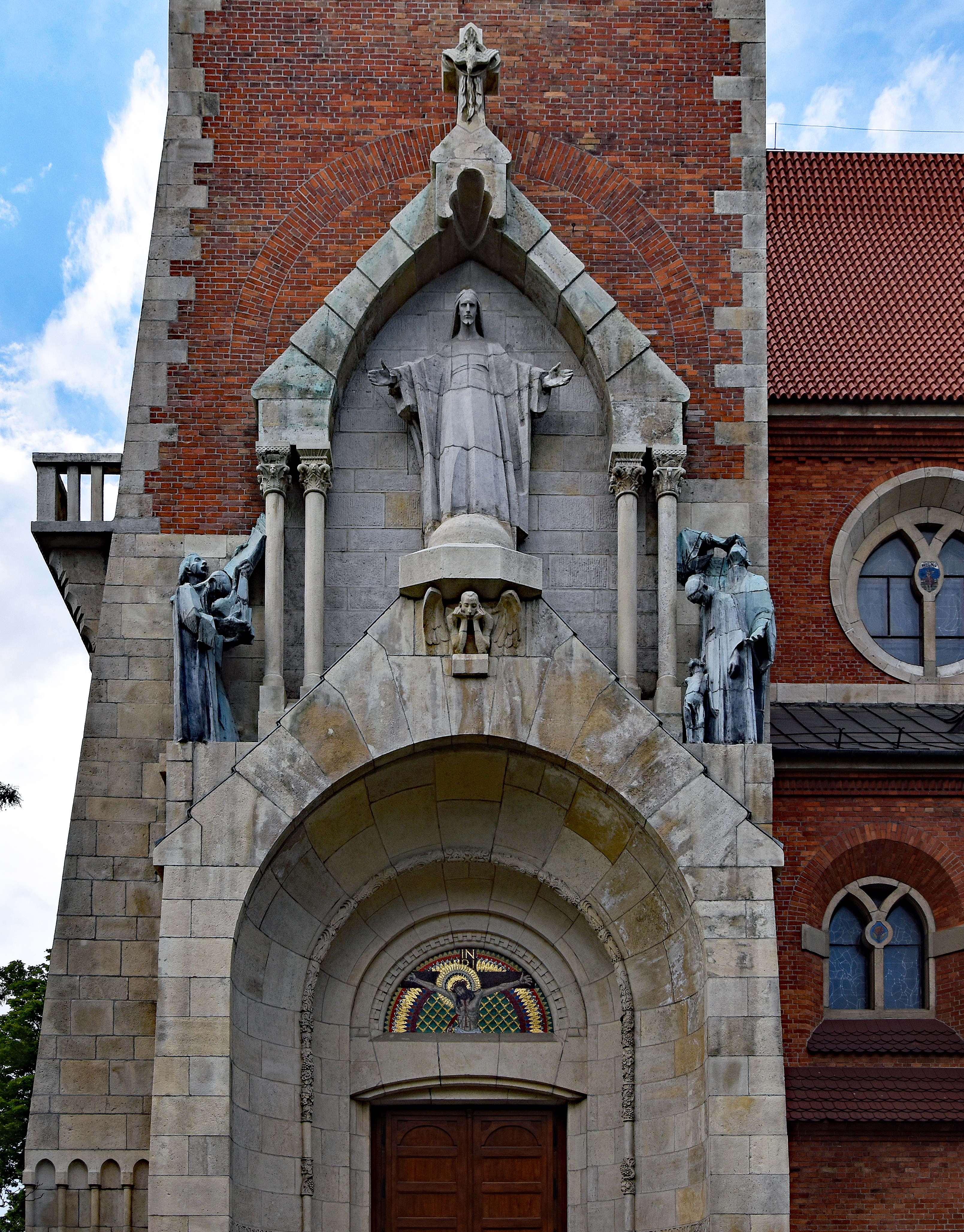
Rzeźby nad wejściem od ul. Kopernika.